# Bruine winterjuffer
De bruine winterjuffer (Sympecma fusca) is een kleine Europese pantserjuffer, die vrij algemeen in België en in Nederland voorkomt. De winterjuffers (er is ook een noordse winterjuffer) zijn de enige libellen die als volwassen dier de winter doorkomen, en daardoor ook reeds vroeg in het voorjaar rondvliegen. De wetenschappelijke naam van de soort werd in 1820 als Agrion fusca gepubliceerd door Pièrre Léonard Vander Linden.

## Beschrijving

### Imago
De volwassen bruine winterjuffer (imago) is een zeer atypische pantserjuffer voor wat betreft de kleur, glans en houding.
Het belangrijkste gemeenschappelijke kenmerk met de andere pantserjuffers is de vorm van het pterostigma, dat veel langer is dan breed, zo lang als twee onderliggende cellen. In tegenstelling tot de echte pantserjuffers liggen het pterostigma van voor- en achtervleugels niet op dezelfde afstand van de vleugeltop waardoor ze elkaar niet overlappen als het dier met gesloten vleugels zit.
Het lichaam is maximaal 3 cm lang, lichtbruin met donkerbruine tot bronskleurige vlekken op de bovenzijde. Er is nooit een blauwe berijping op het achterlijf aanwezig. De achterlijfaanhangsels van de mannetjes zijn tangvormig en opvallend lichtgekleurd, de onderste bijna half zo lang als de bovenste.
De bruine winterjuffer plooit in rusthouding de vleugels over het achterlijf zoals de meeste juffers, maar met beide vleugels strak tegen elkaar aan één zijde. De andere pantserjuffers houden hun vleugels altijd half gespreid.

### Larve
De larve van de bruine winterjuffer heeft de kenmerkende brede kop van alle larven van pantserjuffers. Het vangmasker is, in tegenstelling tot dat van de echte pantserjuffers, driehoekig en maar iets langer dan breed, de zijrand zwak ingebogen en met een smalle spleet in de voorrand.

## Vliegtijd
De juffer kent twee vliegperiodes, in april-mei en in augustus-september.

## Gedrag en voortplanting
De bruine winterjuffer overwintert als imago (volwassen dier) in op heideterreinen goed verborgen tussen de vegetatie en wordt actief bij de eerste warme dagen, soms al in maart of april. De voortplanting is in april en mei en in het zuiden van het verspreidingsgebied kan overlap optreden tussend de overwinterde en de nieuwe generatie. De jonge winterjuffers komen tevoorschijn vanaf augustus en vliegen tot in de herfst. Elk jaar zijn er dus twee generaties te zien, één in het vroege voorjaar en één in de zomer.
De eieren worden afgezet in stengels van drijvende, rottende planten in ondiep water. De dieren vormen een tandem voor de paring en de eileg. Het vrouwtje boort met haar legboor gaatjes in de stengel, en plaatst vervolgens in ieder gaatje een eitje.

## Habitat
De bruine winterjuffer verkiest voedselarme tot matig voedselrijke, ondiepe plassen en vennen met veel riet, biezen en russen, maar ook met open water dat snel opwarmt, in een bosrijke omgeving met vooral naaldbos.

## Verspreiding en voorkomen
De soort komt voor in Midden- en Zuid-Europa tot in Midden-Azië. In België is ze zeldzaam in de Antwerpse Kempen, in Nederland vrij algemeen in de duinen en op zandgronden. De soort is aan een opmars bezig en wordt vrij algemeen aangetroffen op warme heideterreinen en rond vennen.

## Verwante en gelijkende soorten
De Noordse winterjuffer en de bruine winterjuffer zijn door hun kleur, plaats en vorm van het pterostigma met geen enkel andere libel te verwarren. Het onderscheid met tussen bruine en Noordse winterjuffer kan gemaakt worden doordat de bovenste donkere streep op thorax bij de Noordse winterjuffer een uitbolling vertoont. De bruine winterjuffer heeft een rechte thoraxstreep. Waarnemingen van de Noordse winterjuffer zijn veel zeldzamer en in Nederland grotendeels beperkt tot de regio rondom De Wieden en De Weerribben. De Noordse winterjuffer heeft een Noord Europees en Aziatisch verspreidingsgebied dat zich uitstrekt tot Japan en ze komt ook voor aan de voet van de Alpen.

## Bedreigingen en bescherming
De bruine winterjuffer staat op de Rode Lijst van de IUCN als niet bedreigd, beoordelingsjaar 2007.
De soort gold op de Belgische Rode Lijst (libellen) en de Nederlandse Rode Lijst (libellen) nog als bedreigd, vooral vanwege het verdwijnen van haar voortplantingsbiotoop: ondiepe, verlande, voedselarme plassen in bosrijke omgeving. Op de Nederlandse Rode Lijst van 2015 komt de bruine winterjuffer niet meer voor.

## Afbeeldingen

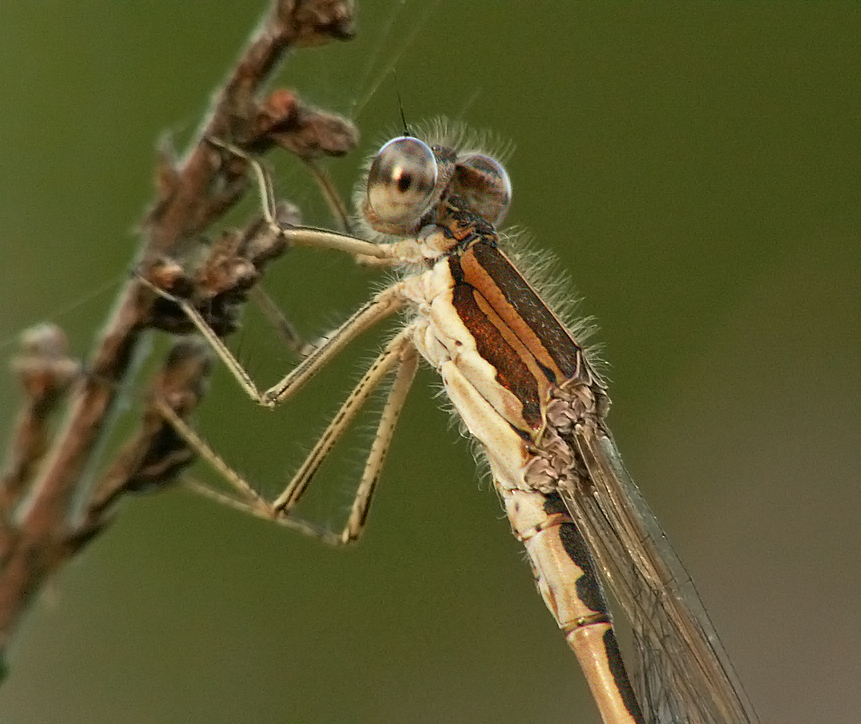
Mannetje detail
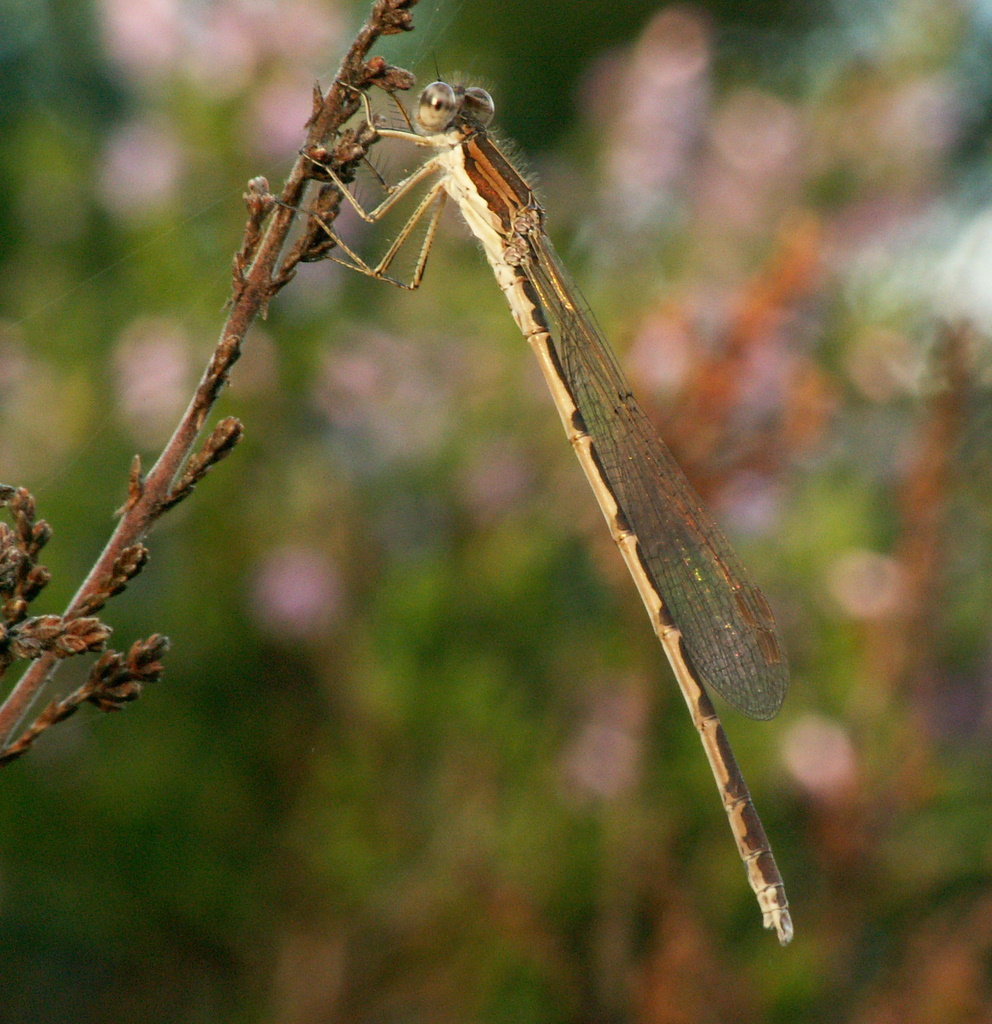
Mannetje op heide